# Ентоні Троллоп
Ентоні Троллоп (24 квітня 1815, Лондон, Англія — 6 грудня 1882, Лондон) — англійський письменник, один з найбільш успішних і талановитих романістів Вікторіанської епохи.
У творах Троллопа відбилися проблеми його часу — політичні, соціальні та сімейні. У зображенні вдач письменник виступав як спадкоємець традицій англійських письменників-гумористів XVIII століття. Найбільш відомими творами Троллопа є його шість романів з циклу «Барсетширські хроніки», дія яких розвивається у вигаданому графстві Барсетшир на заході Англії і його головному місті Барчестері. Предметом художнього зображення в цих романах стали життя, побут і звичаї клерикального англіканського стану, що грає разом з поміщиками провідну роль в житті провінційної Англії.

## Дитинство і навчання
Батько письменника, Томас Ентоні Троллоп, був адвокатом Канцлерського суду. Втративши всіх клієнтів, він разом з сім'єю переселився в сільську місцевість, де збирався завести зразкову ферму. Однак господарювання Томаса Троллопа привело його до повного розорення. Томас закинув господарство і працював над складанням «Церковної енциклопедії», яка ніколи не побачила світу. Сім'я жила в злиднях. З шести дітей четверо померли від туберкульозу. У живих залишилися двоє — Ентоні і його старший брат.
Френсіс Троллоп, мати Ентоні, 1827 року вирушила до Америки, в Цинциннаті, де мала намір відкрити торгівлю галантерейними товарами. Цей намір зазнав краху. Але, повернувшись до Англії, Френсіс зуміла написати книгу «Домашній побут американців» (1832), в якій нещадно висміювала звичаї жителів Нового Світу. Книга мала успіх і принесла родині деяке фінансовий добробут. Френсіс вирішила заробляти на життя літературною працею, і з-під її пера один за одним почали виходити романи, що потурали смакам невибагливої публіки і в результаті швидко розкуповувались.
У 1834 батько Троллопа остаточно розорився і був змушений тікати від кредиторів до Бельгії. Туди поїхала і вся родина. У 1835 Томас помер в Брюгге.

## Життя в Ірландії та початок літературної кар'єри
Після повернення до Англії Ентоні змушений був влаштовуватися на службу, щоб заробляти собі на життя. Він поступив клерком в поштове відомство в Лондоні. На цій безрадісній і гнітючій творчу особистість службі він провів сім років.
У 1841 поштове відомство запропонувало йому підвищення — посаду поштового контролера в Ірландії. На новому місці в 1844 Троллоп одружився з Розою Хезелтін. В Ірландії він отримав більше вільного часу і вирішив реалізувати свою ідею — написати за прикладом матері роман. Перші твори Троллопа були написані на матеріалі життя ірландського суспільства («Макдермонти з Балліклорена» 1847; «Келлі та О'келлі», 1848). Але вони не принесли йому визнання, так само як і історичний роман «Вандея» (1855).
Свою письменницьку нішу знайшов Троллоп тільки в романі «Доглядач» (1855), який поклав початок «Барсетширським хронікам». Успіх Троллопа-письменника був закріплений в романі «Барчестерські вежі» (1857) — одному з його кращих творів. У циклі «Барсетширські хроніки» розглядається діяльність одного з найвпливовіших верств англійського вікторіанського суспільства — англіканських священників. У провінційних містах, в яких немає ні промисловості, ні серйозної торгівлі, головним місцем дії є собор, а головними дійовими особами — священники, їх дружини і діти.

## Життя в Лондоні
У 1859 році Троллоп повернувся до Лондона, обійняв високу посаду в ієрархії поштового відомства, проводив поштову реформу. У 1868 році він виставив свою кандидатуру на виборах від лібералів.
Після провалу на виборах Троллоп більше політикою не займався, але на основі своїх вражень від спілкування з політичним істеблішментом він створив новий цикл романів, об'єднаний навколо головного героя — політика Плантагенета Паллісьєра, що розкриває хитросплетіння парламентського та урядового життя Англії.
У 1871 Троллоп залишив службу. Він подорожував по різних країнах, в тому числі по Австралії і Новій Зеландії. В останні роки в творчості Троллопа наростав песимізм, від іронічного гумору він перейшов до гострої сатири (роман «Як ми тепер живемо», 1875).

## Занепад популярності і посмертна слава
Письменникові довелося пережити занепад його гучної слави. Причиною втрати популярності в кінці 70-х років були не тільки ремісничий характер багатьох нашвидку написаних романів, але і зміна смаків публіки.
Троллоп помер 1882 року в Лондоні. Похований на кладовищі Кенсал-Грін у Лондоні. Після його смерті була опублікована «Автобіографія», повна відвертих зізнань письменника. В кінці XIX — початку XX століття творчість Троллопа була повністю забута.
Після світової війни інтерес до його спадщини зростає. Найкраще дослідження біографії та творчості Троллопа було написано Ч. П. Сноу «Троллоп. Його життя і творчість» (1975).